# Passion (Jennifer Rush)
Passion è il quarto album in studio della cantante statunitense Jennifer Rush, pubblicato nel 1988.

## Tracce
1. Love Get Ready
2. You're My One and Only
3. Falling in Love
4. When I Look in Your Eyes
5. Remind My Heart
6. Keep All the Fires Burning Bright
7. Same Heart
8. My Heart Is Still Young
9. You Don't Know What You've Got ('Til It's Gone)
10. Rain Coming Down on Me
11. Now That It's Over